# Joel Uhr
Joel Uhr, född 15 maj 1970, är en svensk musiker, författare och konstnär.

## Musikalisk verksamhet
Uhr har spelat i musikgrupper som Jättearja Saijonmaa, Wednesday wankers,  Fistfunk, Yellow Fever och Ital Skurk. 

## Konstnärlig verksamhet
År 2001 startade han t-shirtmärket Tröjan och 2011 t-shirtmärket Inget Kvitto, det senare tillsammans med Geir W Stakset. År 2008 startade han klädmärket Jippipippi tillsammans med Olle Ljungström. Tillsammans med konstnärskollektivet Östberga komvux och konstnärer som Hop Louie har han haft utställningar i Malmö, Köping, Västerås och Stockholm.
Som författare har han tillsammans med Ebrahim Isaacs givit ut boken Östberga komvux - matte för vuxna med särskilda behov och med illustratören Josefin Herolf Pekbok för ungar från Betongen. Den sistnämnda betongen fick svag kritik av Gunilla Brodrej i Expressen.

## Diskografi
- 1995 - Total mass confusion (med Fistfunk)
- 1998 - Listen here (med Yellow fever)
- 2004 - Det är nåt fel nånstans (med Ital skurk)
- 2005 - Öppna dörren (med Ital skurk)
- 2005 - Fira jul ifred (med Ital skurk)
- 2006 - Låt solen skina (med Ital skurk)
- 2012 - Ital skurk (med Ital skurk)